# Quase em todo o lado
Quase em todo o lado ou quase por todo o lado (abreviatura: q.t.l.) é um termo da teoria da medida aplicável a propriedades que só não são válidas em conjuntos de medida nula (o que define uma relação de equivalência em medida).
Eis alguns teoremas que envolvem o termo "quase em todo o lado":
- Se f : R → R é uma função integrável à Lebesgue e f(x) ≥ 0 q.t.l., então

{\displaystyle \int f(x)\,dx\geq 0.}
- Se f : [a, b] → R é uma função monótona, então f é diferenciável q.t.p.
- Se f : R → R é mensurável à Lebesgue e

{\displaystyle \int _{a}^{b}|f(x)|\,dx<\infty }
para todos os reais a < b, existe um conjunto de medida nula E (dependente de f) tal que, se x não pertence a E, a média de Lebesgue
{\displaystyle {\frac {1}{2\epsilon }}\int _{x-\epsilon }^{x+\epsilon }f(t)\,dt}
converge para f(x) ao {\displaystyle \epsilon } decrescer para zero. Ou seja, a média de Lebesgue de f converge para f q.t.p.. O conjunto E é o chamado conjunto de Lebesgue de f, e tem medida zero.